# Tonkilometer
Tonkilometer is een eenheid die in de transportgeografie en de transporteconomie wordt gebruikt om de evolutie in het goederenverkeer aan te geven. Eén tonkilometer is het vervoer van 1 ton over 1 kilometer. Eén tonkilometer kan natuurlijk ook staan voor het vervoer van 100 kg over een afstand van 10 km. De waarde van het aantal tonkilometers is het aantal ton keer het aantal vervoerde kilometers. In de zeevaart wordt veel gesproken over tonmijlen, het aantal tonnen vervoerd over het aantal zeemijlen.